# Normanniasaurus
Normanniasaurus – rodzaj wymarłego dinozaura gadziomiednicznego, zauropoda z grupy tytanozaurów (Titanosauria).
Skamieniałości nieznanego jeszcze dinozaura odnaleziono we Francji, w Normandii, na północnej stronie Cap de La Hève, administracyjnie na terenie wtedy jeszcze oddzielnej wioski, obecnie już dzielnicy miasta Hawr w departamencie Seine-Maritime. W 1990 Pierre Gencey spostrzegł je w bloku skalnym odpadłym od klifu nadmorskiego. Otaczające go skały pochodziły ze środkowego albu, należąc do formacji Poudingue Ferrugineux, bogatej w pozostałości roślin i amonitów, ale zawierającej też skamieniałości kręgowców. Pomimo wspomnienia i ilustracji ręką Buffetauta w 1995 opisany został dopiero w 2013. Jean Le Loeuff, Suravech Suteethorn i Eric Buffetaut nadali rodzajowi nową nazwę od miejsca znalezienia, Normandii, wykorzystując jej łacińską nazwę Normannia. W obrębie rodzaju umieścili pojedynczy gatunek Normanniasaurus genceyi, upamiętniając w ten sposób odkrywcę skamieniałości. Cechy diagnostyczne obejmują liczne charakterystyki kręgów oraz szeroki twarzowo-bocznie talerz kości biodrowej. Badanie pozwoliło umieścić zwierzę wśród tytanozaurów Autorzy podkreślają wagę znaleziska z powodu rzadkości europejskich zauropodow z albu, jak znany z pojedynczej kości Aepisaurus. Pewne prymitywne jak na Titanosauria cechy łączą nowy rodzaj z Epachthosaurus czy Andesaurus, co wskazuje na bazalną pozycję wśród tytanozaurów.